# 八木哲也
八木 哲也（やぎ てつや、1947年8月10日 - ）は、日本の政治家。
環境副大臣、環境大臣政務官、衆議院議員（4期）、豊田市議会議長（第54代）、豊田市議会議員（4期）、豊田市監査委員を歴任した。

## 来歴

### 生い立ち
愛知県西加茂郡高橋村に生まれる（現在は豊田市高橋町に在住）。父親は豊田市議会議員だった。高橋村立高橋中学校（現・豊田市立高橋中学校）卒業。愛知県立豊田西高等学校卒業。上京し中央大学に入学し、理工学部の管理工学科にて学んだ。1972年に中央大学を卒業し、その後はインドの各地を放浪する生活を送る。しかし、寄生虫に寄生されるなど、苛酷な生活を送る。1974年、小島プレス工業に入社。1998年に退職。

### 政治家として
1999年の豊田市議会議員選挙で初当選。4期務め、2009年に議長にも就任した。また、豊田市の監査委員なども務めた。議会での会派としては自民クラブ議員団に所属し、幹事長や団長などを歴任した。
2012年の第46回衆議院議員総選挙に愛知11区から自由民主党公認で出馬した。小選挙区では民主党の古本伸一郎に敗れたが、比例東海ブロックで復活して初当選した。この総選挙で当選した頭髪の薄い新人議員を集めて「日本を明るくする会」を結成し、その会長に就任。衆議院副議長などを歴任した衛藤征士郎を相談役に招聘した。
2014年の第47回衆議院議員総選挙にて、愛知11区から出馬。小選挙区では再び古本に敗れたが、比例復活で再選。2017年の第48回衆議院議員総選挙にて、小選挙区でまたも古本に敗れたが、比例復活で3選。
2020年10月、次期衆議院議員総選挙に出馬せず引退する意向を示したが、2021年5月には後継候補の擁立が決まらず、支援者や地方議員からの要望を受け引退を撤回し出馬する意向を示した。一方、長年、選挙区で対立候補として争ってきた古本も支援母体であるトヨタ系労働組合の方針転換を受けて出馬を断念。同年10月に行われた第49回衆議院議員総選挙では、八木は共産党の候補に大差をつけ、初めて小選挙区で勝利した。
2024年9月27日に行われた自民党総裁選挙において石破茂の推薦人に名を連ね、1回目の投票、決選投票、ともに石破に投じた。
同年10月15日、第50回衆議院議員総選挙が公示され、愛知11区からは八木、国民民主党公認の丹野みどり、日本共産党公認の植田和男の3人が立候補した。10月17日に日本経済新聞が序盤情勢を発表。「八木が自民支持層の8割を固めやや優勢。丹野が猛追する」と報じた。10月22日、石破首相（自民党総裁）は愛知入りし、岡崎市で街頭演説を行ったあと、豊田市の名鉄トヨタホテルで地元関係者と昼食。同ホテルで行われた八木の集会で演説した。その後、小牧市、一宮市、名古屋市、東海市の順番で応援演説を行った。10月23日、しんぶん赤旗は、自民党が裏金問題で非公認となった候補の所属支部にそれぞれ2000万円を支給していたことをスクープした。同紙の報道により終盤情勢は一変した。10月24日、日本経済新聞は22日～24日に行った調査の結果を発表。愛知11区は「丹野が一歩先行。八木が猛追」と書かれ、順番が入れ替わった。
10月27日、総選挙執行。投票締め切りの20時からほどなくNHKは丹野の当選確実を報じた。党の比例代表73歳定年制により重複立候補が認められなかった八木は、議席を失った。

## 政策・主張

### 憲法
- 憲法改正について、2012年、2014年、2017年、2024年のアンケートで「賛成」と回答[31][32][33][34]。

- 9条改憲について、2014年の毎日新聞社のアンケートで「賛成」と回答[35]。

- 2014年7月1日、政府は従来の憲法解釈を変更し、集団的自衛権の行使を容認することを閣議で決定[36]。この閣議決定を評価するかとの問いに対し、同年の朝日新聞社のアンケートで「大いに評価する」と回答[32]。集団的自衛権の行使に賛成かとの問いに対し、同年の毎日新聞社のアンケートで「賛成」と回答[35]。

- 憲法を改正し緊急事態条項を設けることについて、2021年の毎日新聞社、2024年のNHKのアンケートで「賛成」と回答[37][34]。

### 外交・安全保障
- 普天間基地の移設問題について、2012年の毎日新聞社のアンケートで「名護市辺野古に移設すべき」と回答[31]。

- 「政府が尖閣諸島を国有化したことを評価するか」との問いに対し、2012年の毎日新聞社のアンケートで「評価する」と回答[31]。

- 従軍慰安婦に対する旧日本軍の関与を認めた「河野談話」の見直し論議について、2014年の毎日新聞社のアンケートで「見直すべき」と回答[35]。

- 安全保障関連法の成立について、2017年のアンケートで「評価する」と回答[33]。

- 徴用工訴訟などの歴史問題をめぐる日韓の関係悪化についてどう考えるかとの問いに対し、2021年の毎日新聞社のアンケートで「政府の今の外交方針でよい」と回答[37]。

### ジェンダー
- 選択的夫婦別姓制度の導入についての各メディアのアンケートの結果は以下のとおり。
  - 2017年 - 朝日新聞社には「どちらとも言えない」と回答[33]。
  - 2021年 - NHKには回答しなかった[38]。
  - 2024年 - NHKには回答しなかった[34]。

- 同性婚を可能とする法改正についての各メディアのアンケートの結果は以下のとおり。
  - 2017年 - 朝日新聞社には「どちらとも言えない」と回答[33]。
  - 2021年 - NHKには回答しなかった[38]。
  - 2024年 - NHKには回答しなかった[34]。

- クオータ制の導入について、2021年の毎日新聞社のアンケートで「反対」と回答[37]。2024年のNHKのアンケートで回答しなかった[34]。

### 日本を明るくする会
- 2012年の第46回衆議院議員総選挙では、自身を含め多くの者が初当選を果たした。これらの新人議員同士で互いに情報交換できる場が必要だと感じたことから、2013年2月の「日本を明るくする会」の結成に繋がることになった[12]。最初の会合では参加者が5名しか集まらなかったが、その中で最も年上だったという理由で会長に就任した[12]。また、会の名称の由来も、この5名の頭髪の状況がたまたま偶然にも一致していたことから、それに因んだものである[12]。「当選を重ね、重責を担うポストに就き、実績と経験を積んでいって初めて、日本を明るくできる。応援演説にお互いが出向いたりして、助け合っていきたい」[13]と主張しており、従来の派閥の互助会的な機能も果たそうと試みている[12]。

- 自身の街頭演説において、「日本を明るくする会」と書かれた幟旗を立てている[13]。

### その他
- アベノミクスについて、2014年の毎日新聞社のアンケートで「評価する」と回答[35]。2017年の朝日新聞社のアンケートで「評価する」と回答し[33]。

- 安倍内閣による森友学園問題・加計学園問題への対応について、2017年のアンケートで「どちらとも言えない」と回答[33]。

- 森友学園への国有地売却をめぐる公文書改竄問題で、2021年5月6日、国は「赤木ファイル」の存在を初めて認めた[39]。しかし5月13日、菅義偉首相はファイルの存在を踏まえた再調査を行わない考えを報道各社に書面で示した[40]。9月の自民党総裁選挙で総裁に選出された岸田文雄も10月11日、衆議院本会議の代表質問で再調査の実施を否定した[41]。国の対応をどう考えるかとの問いに対し、2021年の毎日新聞社のアンケートで回答しなかった[37]。

- 「原子力発電所は日本に必要だと思うか」との問いに対し、2014年の毎日新聞社のアンケートで「必要」と回答[35]。

- 首相の靖国神社参拝について、2014年のアンケートで「賛成」と回答[32]。2017年のアンケートで「どちらとも言えない」と回答[33]。

- 「『道徳』を小中学校の授業で教え、子供を評価することに賛成か、反対か」との問いに対し、2014年の毎日新聞社のアンケートで「反対」と回答[35]。

- 平成の大合併には賛成の立場をとり、豊田市議会議員として、豊田市と周辺町村の合併を働きかけた[8][9]。豊田市と周辺町村の地方議会議員による意見交換の場を設け、合併の必要性を主張した[8][9]。

- 受動喫煙防止を目的に飲食店などの建物内を原則禁煙とする健康増進法改正案に反対している。2017年3月8日にはもくもく会の会長として会員各位に文書を配布し、2020年東京オリンピック・パラリンピックに向けた受動喫煙対策として分煙対策を柱とする法律案を推進することを呼びかけた[42]。

## 人物

### 統一教会との関係
- 2021年6月11日、世界平和統一家庭連合（旧統一教会）の関連団体「天宙平和連合」が創設した世界平和国会議員連合の日本の議員連盟「日本・世界平和議員連合懇談会」の総会が衆議院第一議員会館で開催。八木を含む20人の国会議員が出席した[43]。同議連は前年に設立された団体で、初代会長は大野功統だった[44][45]。総会で会長に選出された原田義昭は6月15日、フェイスブックにその旨を記載するとともに、出席議員と国際勝共連合会長の梶栗正義がガッツポーズをする写真を掲載した[43][45]。翌16日、原田は投稿から写真だけ削除した[46]。教団は同年10月の衆院選に立候補した議連参加者を支援し、電話かけなどを熱心に行った[43]。
- 2022年8月10日、中日新聞社が中部6県の全73人の衆参国会議員を対象に実施したアンケートを公表。全体の4人に1人が統一教会と何らかの関わりを持っていたことが明らかとなった[47]。八木ら10人の同党議員はアンケートに答えることを拒否した[47]。
- 2022年7月から8月にかけて、共同通信社は、全国会議員712人を対象に、統一教会との関わりを尋ねるアンケートを実施。8月31日に各議員の回答の全文を公表した。岸田文雄首相は8月8日の自民党臨時役員会で、統一教会をめぐり「政治家の責任で関係をそれぞれ点検し、適正に見直してもらいたい」と述べ、党所属国会議員全員に通達するよう指示[48]しながらも、自身はアンケートに答えることを拒否した[注 1]。八木もアンケートに答えることを拒否した[53][54]。

### その他
- 喫煙者であり、超党派の愛煙家国会議員からなる議員連盟「もくもく会」の会長を務めている[55][56][57]。
- 趣味は陶芸である[8][9]。受賞経験もあり[9]、豊田工芸協会では顧問を務めている[8]。

## 主な所属団体・議員連盟
- 自民党たばこ議員連盟[58]
- もくもく会（会長）[55][56][57]

## 選挙歴
| 当落 | 選挙                     | 執行日         | 年齢 | 選挙区       | 政党       | 得票数     | 得票率 | 定数 | 得票順位 /候補者数 | 政党内比例順位 /政党当選者数 |
| ---- | ------------------------ | -------------- | ---- | ------------ | ---------- | ---------- | ------ | ---- | ------------------ | ---------------------------- |
| 当   | 1999年豊田市議会議員選挙 | 1999年4月25日  | 51   | ーー         | 無所属     | ーー票     | ーー   |      | /                  | /                            |
| 当   | 2003年豊田市議会議員選挙 | 2003年4月27日  | 55   | ーー         | 無所属     | 4760票     | ーー   | 40   | 14/43              | /                            |
| 当   | 2007年豊田市議会議員選挙 | 2007年4月22日  | 59   | 豊田選挙区   | 無所属     | 5008票     | ーー   | 40   | 11/45              | /                            |
| 当   | 2011年豊田市議会議員選挙 | 2011年4月24日  | 63   | ーー         | 無所属     | 4896票     | ーー   | 46   | 11/52              | /                            |
| 比当 | 第46回衆議院議員総選挙   | 2012年12月16日 | 65   | 愛知県第11区 | 自由民主党 | 9万1164票  | 37.31% | 1    | 2/4                | /                            |
| 比当 | 第47回衆議院議員総選挙   | 2014年12月14日 | 67   | 愛知県第11区 | 自由民主党 | 9万7167票  | 40.39% | 1    | 2/3                | /                            |
| 比当 | 第48回衆議院議員総選挙   | 2017年10月22日 | 70   | 愛知県第11区 | 自由民主党 | 9万6978票  | 38.74% | 1    | 1/2                | /                            |
| 当   | 第49回衆議院議員総選挙   | 2021年10月31日 | 74   | 愛知県第11区 | 自由民主党 | 15万8018票 | 69.07% | 1    | 1/3                | /                            |
| 落   | 第50回衆議院議員総選挙   | 2024年10月27日 | 77   | 愛知県第11区 | 自由民主党 | 9万844票   | 38.42% | 1    | 2/3                | /                            |